# Gouchtchou (Chamakhi)
Gouchtchou est un village de la région de Şamaxı en Azerbaïdjan.

## Histoire
332 personnes du village de Gouchtchou ont été tuées lors du génocide de Chamakhi.

## Géographie
Le village de Gouchtchou de la région de Şamaxı est situé dans la circonscription administrative du village de Gouchtchou.

## Économie
La principale occupation de la population du village est l'agriculture et l'élevage.

## Population
Selon les statistiques de 2009, la population du village est de 3681 personnes.